# Dreieich-Buchschlag (stacja kolejowa)
Dreieich-Buchschlag (niem. Bahnhof Dreieich-Buchschlag) – stacja kolejowa w Dreieich, w kraju związkowym Hesja, w Niemczech. Znajduje się na linii Main-Neckar-Eisenbahn. Według DB Station&Service ma kategorię 4. Położona jest w dzielnicy Buchschlag i jest częścią linii S3 i S4 S-Bahn Rhein-Main.

## Linie kolejowe
- Linia Main-Neckar-Eisenbahn
- Linia Dreieichbahn